# Blanes
Blanes (in catalano standard pronunciato [ˈblanəs]) è un comune spagnolo di 38 790 abitanti situato nella comunità autonoma della Catalogna, in provincia di Girona.

## Storia
La storia di Blanes è precedente la conquista romana ed è testimoniata dalla presenza iberica nell'area.
La romanizzazione di Blanes e dei suoi dintorni iniziò intorno al III secolo a.C., periodo al quale risalgono i resti romani del sito di Blandae che si trovano nelle vicinanze. Dopo il dominio romano, l'area condivise il destino di gran parte della penisola e venne conquistata dai Goti, dai Mori e successivamente dai Cristiani.
Nel XIII secolo, dopo la conquista cristiana, la città ebbe un importante sviluppo architettonico come il Castell de Sant Joan, il Palau Vescomtal e la Chiesa di Santa María.
Nel XVII secolo, durante la rivolta catalana (Guerra dels Segadors), Blanes fu praticamente ridotta in cenere e il Palau Vescomtal fu completamente distrutto. Un altro evento che segnò Blanes fu la guerra di successione spagnola, dopo la quale cominciò la ricostruzione della città e l'espansione dell'agricoltura.
Da Blanes (e precisamente dall'isolotto Sa Palomera) comincia la Costa Brava, che giunge sino al confine con la Francia, e proprio per questo motivo la città è chiamata Porta della Costa Brava.

## Monumenti e luoghi d'interesse
- Ermita di Sant Joan
- Font gòtica
- Giardino botanico "Mar i Murtra"

## Sport
Le squadre di calcio locali sono il Club de Futbol Obispado e il Club Deportiu Blanes mentre la squadra di hockey su pista più famosa è stata il Blanes HCF, capace di vincere una Copa del Rey.